# Leo Borchard
Leo Borchard (31. května 1899 – 23. srpna 1945) byl německý dirigent. Narodil se německým rodičům v Moskvě a vyrůstal v Petrohradě, kde dostal první hudební vzdělání. Mezi jeho pozdější učitele, již v Německu, patřili například Hermann Scherchen a Eduard Erdmann. V roce 1920, po ruské revoluci, emigroval do Německa a pracoval zde jako asistent dirigenta v berlínském operním domě Krolloper. Roku 1933 poprvé jako hostující dirigent vedl Berlínské filharmoniky; o dva roky později byl pro svou politickou nespolehlivost zakázán nacistickým režimem a v následujících letech se tak věnoval soukromě pedagogické činnosti. Dne 26. května 1945 opět dirigoval koncert Berlínských filharmoniků a o týden později se dostal do jejich čela (náhrada za Wilhelma Furtwänglera, který se usadil ve Švýcarsku). Dne 23. srpna téhož roku byl při cestě automobilem domů z koncertu zastřelen americkým vojákem. Na pozici šéfdirigenta jej nahradil rumunský dirigent Sergiu Celibidache.